# Solanum barbisetum
Solanum barbisetum är en potatisväxtart som beskrevs av Christian Gottfried Daniel Nees von Esenbeck. Solanum barbisetum ingår i släktet skattor som ingår i familjen potatisväxter. Inga underarter finns listade i Catalogue of Life.